# Linia kolejowa nr 40
Linia kolejowa nr 40 Sokółka – Suwałki – jednotorowa, niezelektryfikowana, pierwszorzędna linia kolejowa znaczenia państwowego o długości 99,041 km. Linia odchodzi od linii kolejowej nr 6. Do linii dochodzą linie kolejowe: 
- 39 (Olecko - Suwałki) na 99,408 km,
- 51 (Suwałki - Trakiszki) na 99,345 km,
- 517 (Papiernia - Las Suwalski) na 91,874 km.

Na odcinku Kamienna Nowa - Suwałki linia kolejowa nr 40 biegnie szlakiem dawnej kolei zaniemeńskiej. Trzy budynki dworcowe (Kamienna Nowa, Augustów, Suwałki), pochodzące z końca XIX w., wpisane są do rejestru zabytków. W 2014 roku przeprowadzono skumulowane naprawy bieżące na odcinku Sokółka - Dąbrowa Białostocka, natomiast w 2016 dokonano skumulowanych napraw bieżących na odcinku Dąbrowa Białostocka - Suwałki, co umożliwiło podniesienie prędkości dla pociągów pasażerskich i szynobusów z dotychczasowych 90 km/h do 100 km/h na odcinku Sokółka - Suwałki.

## Opis linii
- Kategoria linii: pierwszorzędna
- Klasa linii:
  - C3 na całej długości
- Liczba torów[2]: 
  - jednotorowa na całej długości
- Sposób wykorzystania: czynna
- Elektryfikacja: brak
- Szerokość toru: normalnotorowa
- Przeznaczenie linii: czynna dla ruchu pasażerskiego i towarowego

| Tor 1         | Tor 1         | Tor 1               | Tor 1     | Tor 1            |
| ------------- | ------------- | ------------------- | --------- | ---------------- |
| odcinek linii | odcinek linii | pociągi pasażerskie | szynobusy | pociągi towarowe |
| km pocz.      | km końcowy    | pociągi pasażerskie | szynobusy | pociągi towarowe |
| 0,394         | 2,291         | 90                  | 90        | 70               |
| 2,291         | 97,700        | 100                 | 100       | 70               |
| 97,700        | 99,435        | 60                  | 60        | 60               |

## Stacje i przystanki

### Istniejące
| Lp. | Nazwa                 | Zdjęcie | Kilometraż | Rodzaj     | Liczba peronów | Liczba krawędzi peronowych | Infrastruktura                                                                                       |
| --- | --------------------- | ------- | ---------- | ---------- | -------------- | -------------------------- | --- |
| 1.  | Sokółka               |         | 0.601      | stacja     | 3              | 4                          | budynek używany, kasy biletowe, wieża wodna nieużywana, zdewastowana                                 |
| 2.  | Gliniszcze            |         | 8.710      | przystanek | 1              |                            | budynek zamknięty, zdewastowany                                                                      |
| 3.  | Racewo                |         | 12.454     | przystanek | 1              |                            | budynek używany                                                                                      |
| 4.  | Sidra                 |         | 19.201     | przystanek | 2              | 2                          | budynek używany                                                                                      |
| 5.  | Różanystok            |         | 29.020     | przystanek | 1              | 1                          | budynek używany                                                                                      |
| 6.  | Dąbrowa Białostocka   |         | 32.686     | stacja     | 2              | 2                          | budynek używany                                                                                      |
| 7.  | Kamienna Nowa         |         | 41.947     | przystanek | 2              | 2                          | budynek zamknięty (zabytek)                                                                          |
| 8.  | Ostrowie Biebrzańskie |         | 46.250     | przystanek | 1              | 2                          | budynek używany                                                                                      |
| 9.  | Jastrzębna            |         | 50.661     | stacja     | 1              | 2                          | budynek używany                                                                                      |
| 10. | Balinka               |         | 54.242     | przystanek | 1              | 1                          | budynek używany                                                                                      |
| 11. | Augustów              |         | 67.565     | stacja     | 3              | 5                          | budynek używany (zabytek) kasy biletowe, przejście nadziemne, wieża wodna nieużywana w stanie dobrym |
| 12. | Augustów Port         |         | 69.402     | przystanek | 1              | 1                          | |
| 13. | Blizna                |         | 74.789     | przystanek | 1              | 1                          | budynek zaadaptowany do innych celów                                                                 |
| 14. | Szczepki              |         | 82.354     | przystanek | 2              | 2                          | budynek zaadaptowany do innych celów                                                                 |
| 15. | Płociczno             |         | 90.851     | przystanek | 1              |                            | budynek zaadaptowany do innych celów                                                                 |
| 16. | Las Suwalski          |         | 92.610     | stacja     | 1              | 2                          | |
| 17. | Suwałki               |         | 98.842     | stacja     | 3              | 5                          | budynek używany (zabytek), kasy biletowe, lokomotywownia, wieża wodna nieużywana, zdewastowana       |

### Zlikwidowane
| Lp. | Nazwa   | Zdjęcie | Kilometraż | Rodzaj     | Liczba peronów | Liczba krawędzi peronowych | Infrastruktura |
| --- | ------- | ------- | ---------- | ---------- | -------------- | -------------------------- | -------------- |
| 1.  | Sajenek |         | 59,900     | przystanek |                |                            |                |

## Galeria

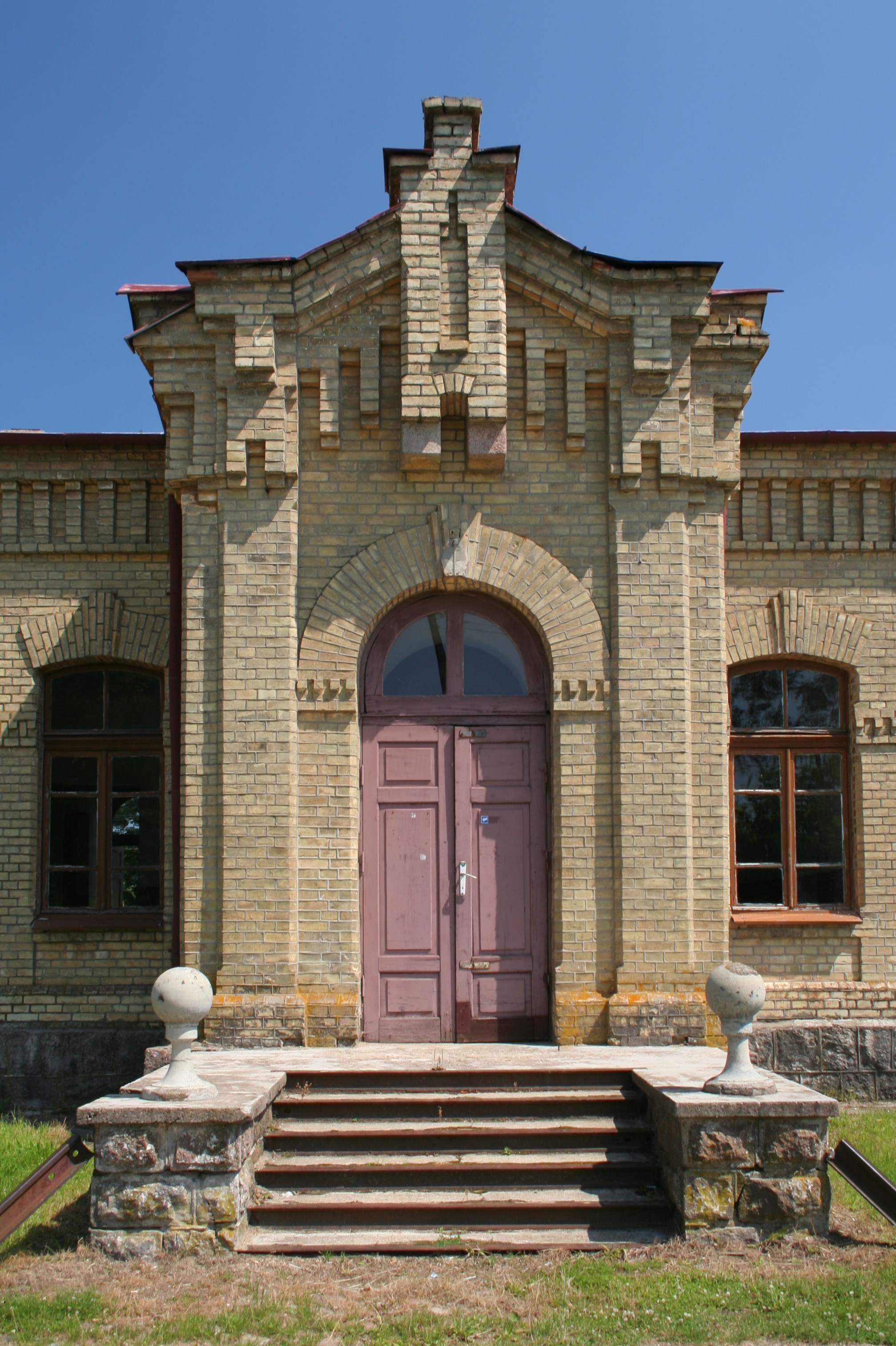
Kamienna Nowa - fragment zabytkowego dworca
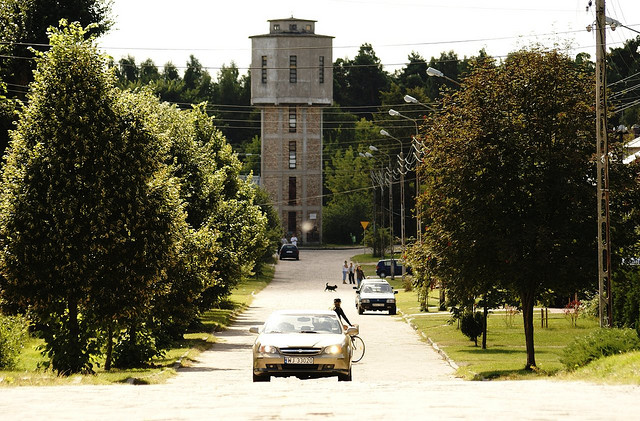
Augustów - nieczynna wieża wodna
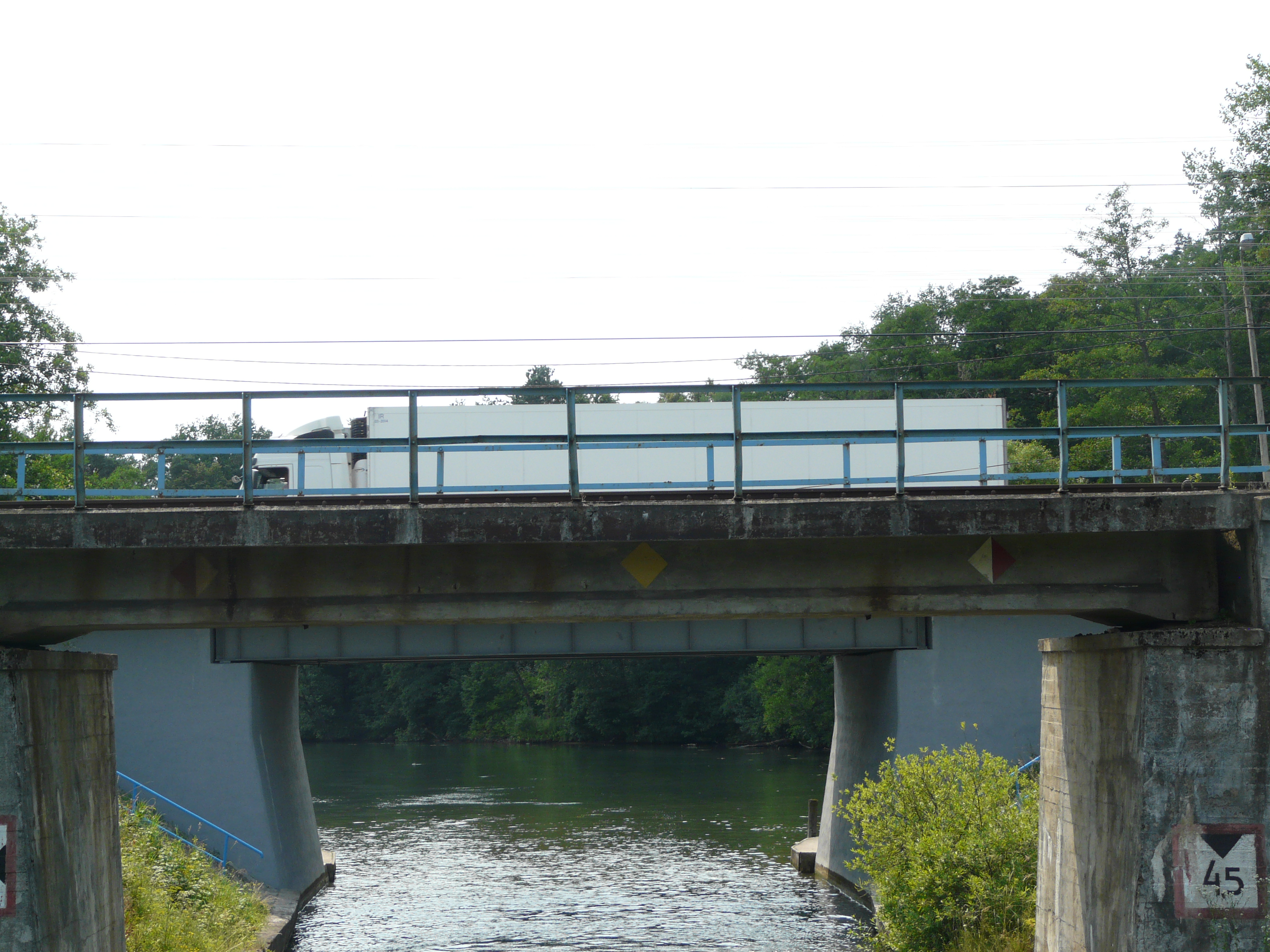
Most nad Klonownicą
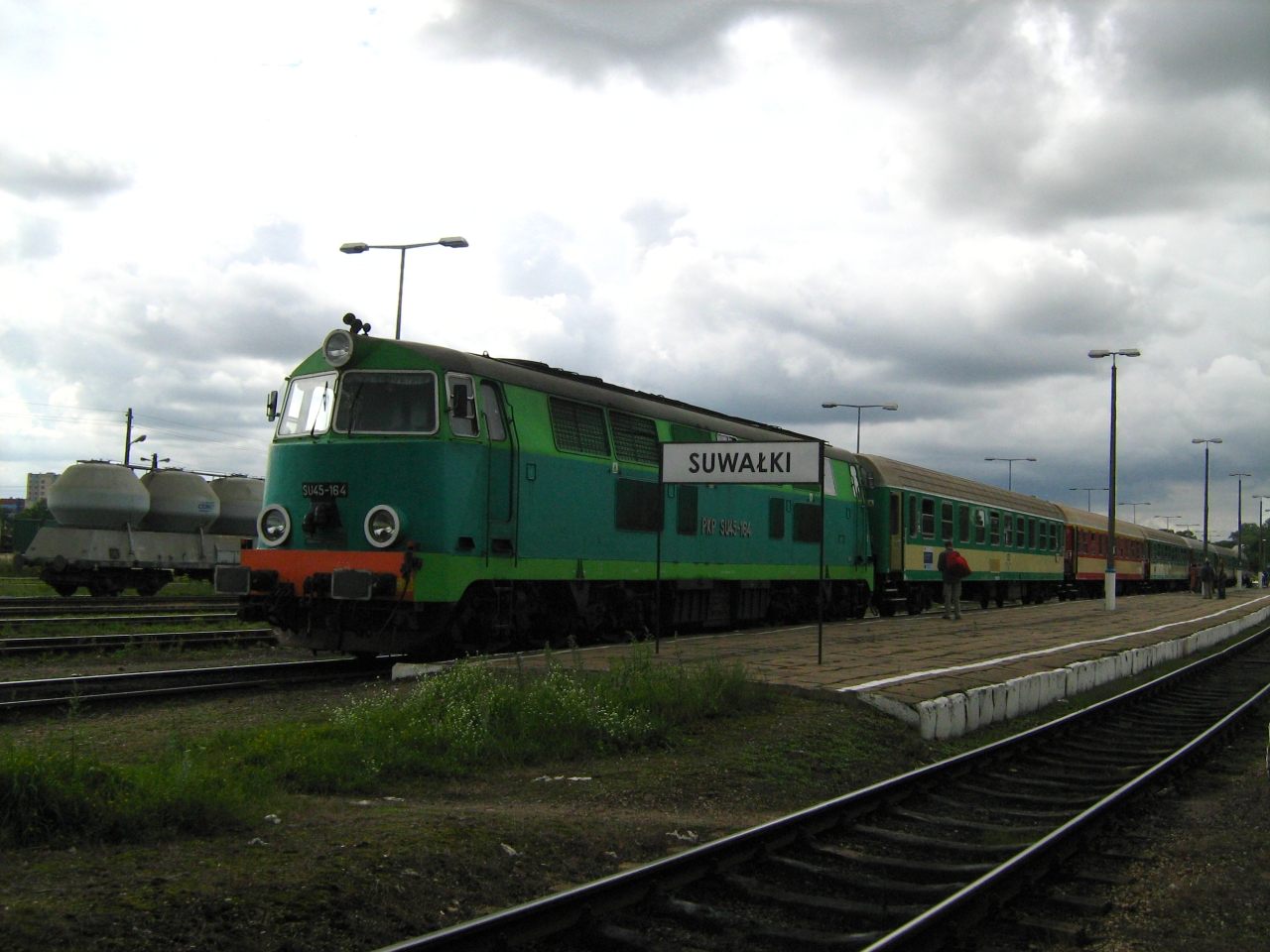
Suwałki - lokomotywa spalinowa typu SU45
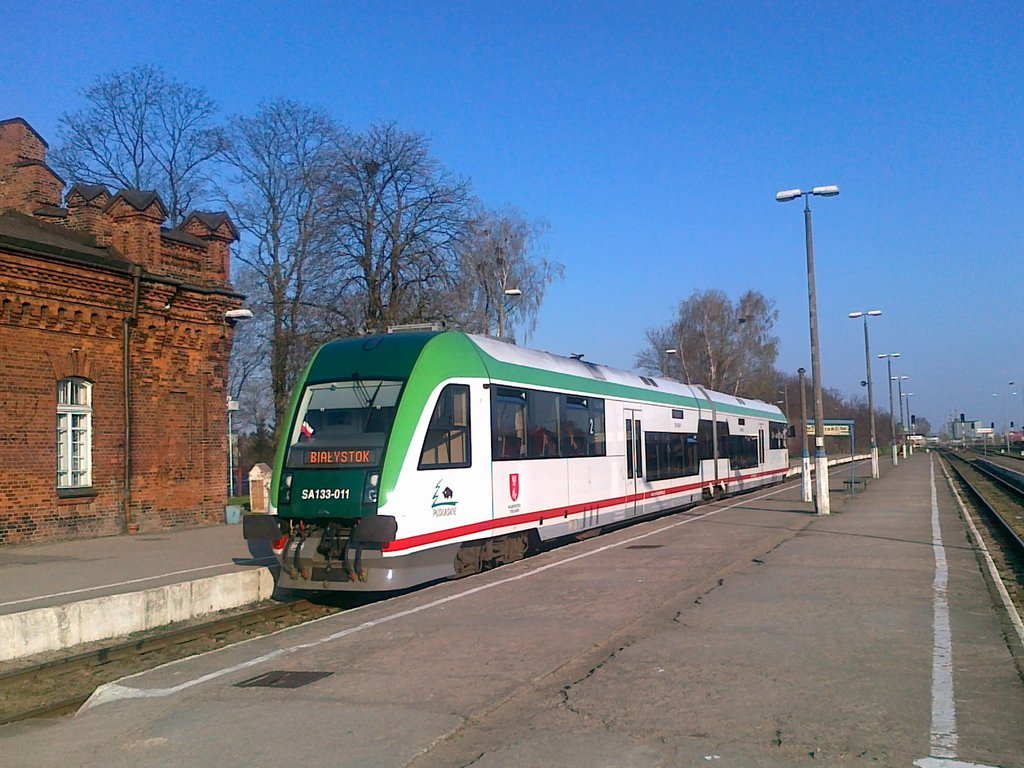
Suwałki - szynobus spalinowy typu PESA 218M
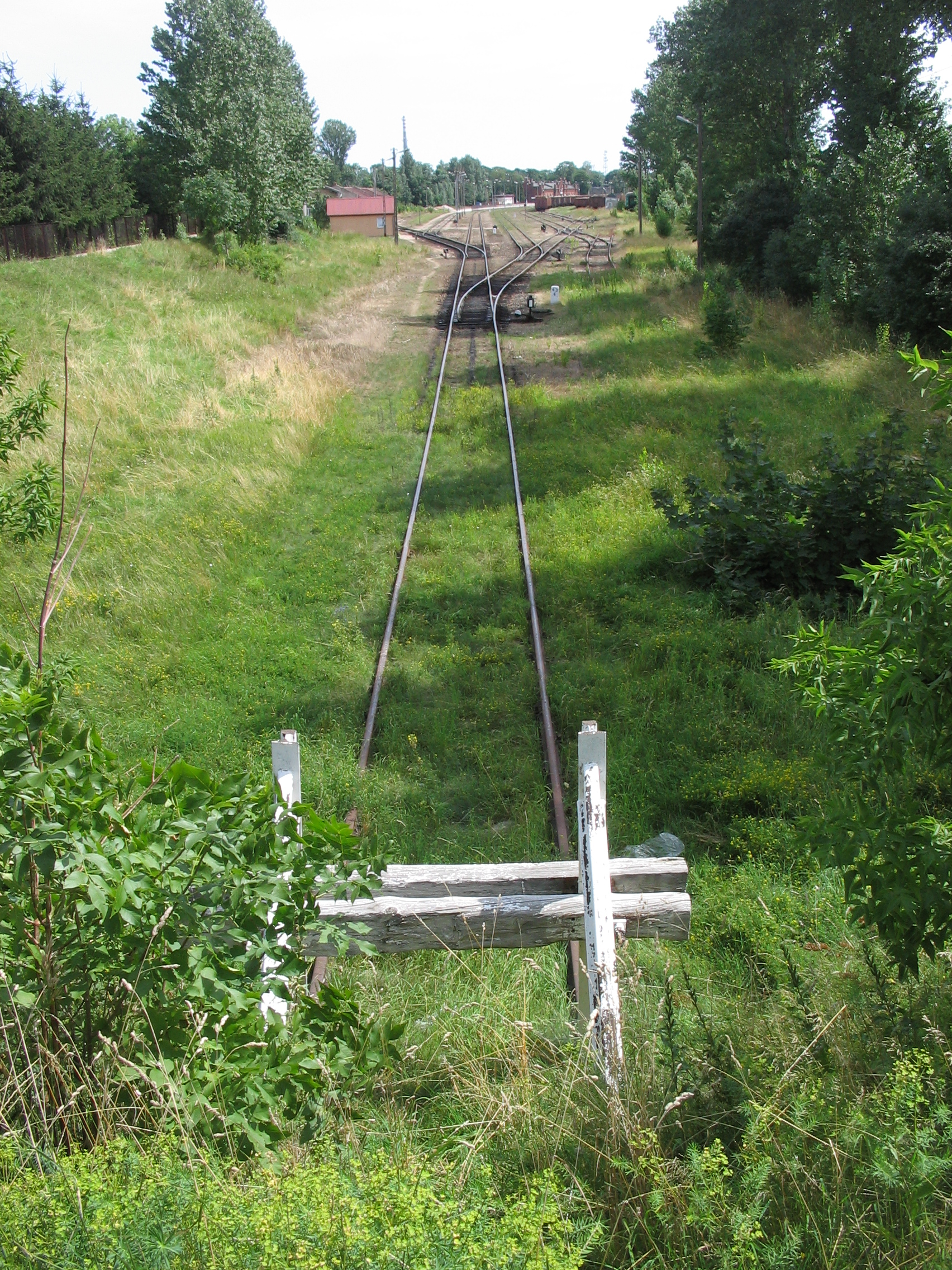
Suwałki - koniec linii kolejowej
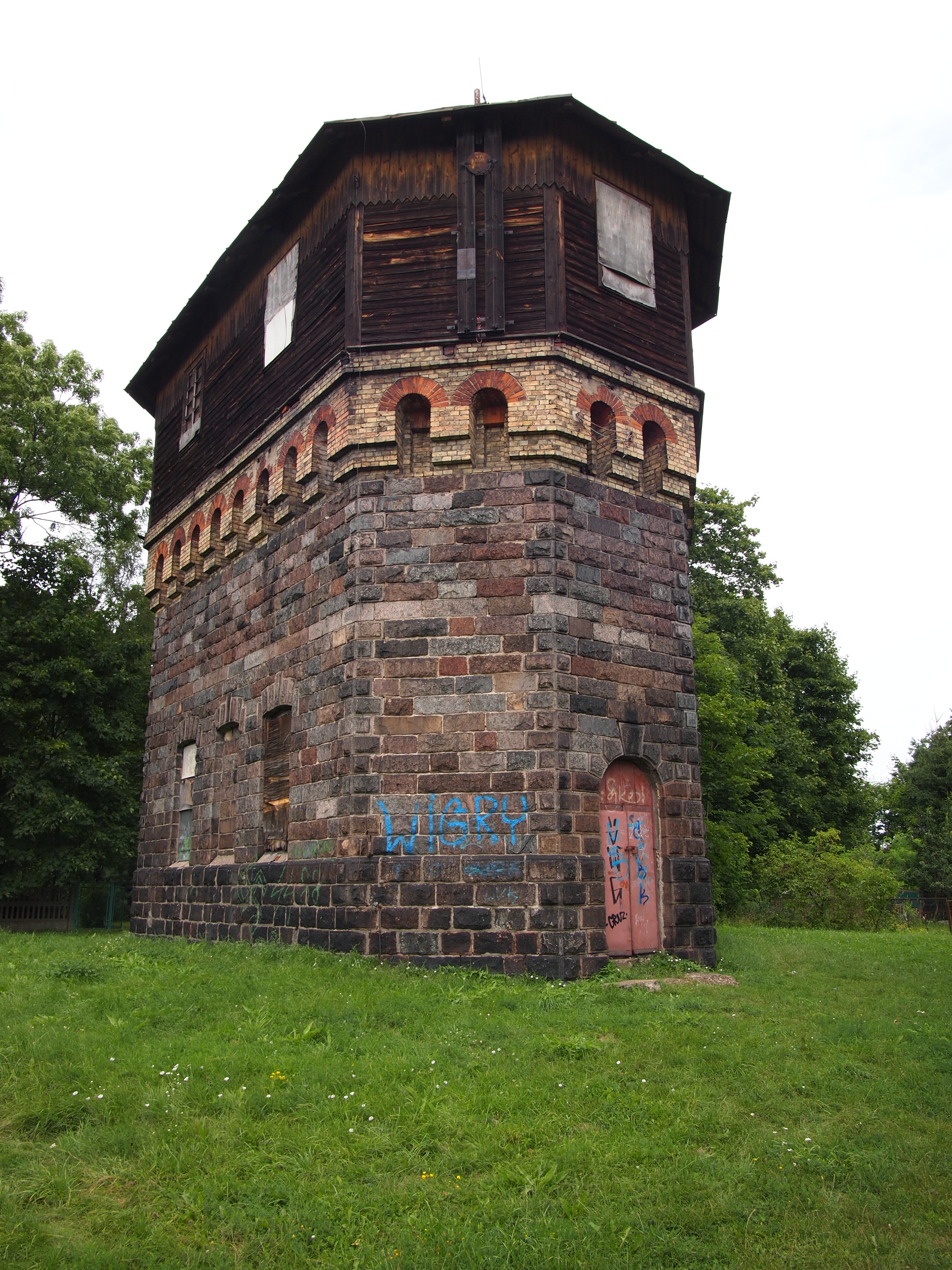
Suwałki - nieczynna wieża wodna